# Lenkungsabgabe (Schweiz)
In der Schweiz werden auf bestimmte Stoffe oder Produkte Lenkungsabgaben zum Schutze der Umwelt erhoben. Diese Abgaben werden oft unzutreffend als (Öko-)Steuern bezeichnet. Ihr Ziel ist es, ein bestimmtes (Konsum-)Verhalten hin zu weniger bis keinem Verbrauch umweltschädlicher Produkte zu lenken (gänzlicher Verzicht oder Ersatz durch bessere Produkte). Lenkungsabgaben werden im Gegensatz zu Steuern in unterschiedlichen Formen der Bevölkerung zurückerstattet.
Sie werden auf flüchtige organische Verbindungen (VOC-Abgabe) sowie fossile Heizstoffe (CO2-Abgabe) erhoben, jedoch nicht auf die Treibstoffe Benzin und Diesel. Bei den Treibstoffen sollte das Ziel mit dem Klimarappen erreicht werden. Die von der erforderlichen Reduktionsmenge von 1,8 Millionen Tonnen maximal im Ausland kompensierbaren 1,6 Millionen Tonnen der Treibstoffe waren schon ein Jahr vor der Planungsperiode verplant, sodass bei den Treibstoffen das Lenkungs-Ziel nur mit der freiwilligen Abgabe komplett verfehlt wurde.

## Rechtsgrundlagen
Die Lenkungsabgaben werden aufgrund des Umweltschutzgesetzes durch die Eidgenössische Zollverwaltung (EZV) erhoben.
Rechtsgrundlage der leistungsabhängigen Schwerverkehrsabgabe (LSVA) ist das Schwerverkehrsabgabegesetz (SVAG). Die LSVA hat zwar einen Lenkungs-Zweck (Umlagerung auf den öffentlichen Verkehr (ö.V.)), wird aber im Gegensatz zur obigen Definition nicht an die Bevölkerung rückerstattet, sondern fliesst zum grösseren Teil in Projekte des ö.V., zum kleineren Teil in den Strassenbau (siehe auch im LSVA-Link).
Sie ist als eine Pigou-Steuer berechnet.
Rechtsgrundlage der VOC-Abgabe ist die Verordnung über die Lenkungsabgabe auf flüchtigen organischen Verbindungen (VOCV).
Ausserdem ist im CO2-Gesetz nebst der CO2-Abgabe auf fossilen Brennstoffen eine spezielle Abgabe auf fossilen Treibstoffen vorgesehen. Während den Zielen sowohl im Ständerat wie im Nationalrat auch im 2011 zugestimmt wurde, wurden durch den Nationalrat jedoch keine weiteren Massnahmen beschlossen.

## CO2-Abgabe auf Brennstoffe
Die CO2-Abgabe auf Brennstoffe ist eine besondere Form der Abgabe in der Schweiz. Sie ist ein ökologisches marktwirtschaftliches Lenkungsinstrument, das über Preisanreize den Verbrauch fossiler Brennstoffe senken soll. Sie dient nicht der Erhöhung von Staatseinnahmen, sondern der Internalisierung von externen Kosten, preist also die Umwelt- und Klimakosten mit in den Verkaufspreis ein. Um die Wirtschaftskraft insgesamt nicht zu schwächen, werden die Einnahmen aus der CO2-Abgabe daher an Unternehmen sowie an Privatpersonen (natürliche Personen) gleichmäßig als Ökobonus zurückgezahlt, so dass diejenigen einen Vorteil haben, die sparsam mit fossilen Brennstoffen umgehen. Die Kaufkraft bleibt erhalten.
Energieintensive Unternehmen mit einem Ausstoss von mehr als 100 Tonnen CO2 pro Jahr können sich von der Abgabe befreien lassen. Im Gegenzug müssen sie sich verpflichten, ihre CO2-Emissionen zu senken.

### Einführung
Im Kyoto-Protokoll hatte sich die Schweiz verpflichtet, die CO2-Emissionen im Zeitraum von 2008 bis 2012 gegenüber 1990 im Durchschnitt um 8 Prozent zu senken. Das CO2-Gesetz von 1999 sieht für diesen Zeitraum 10 Prozent vor. Deshalb hat der Nationalrat am 20. März 2007 beschlossen, die CO2-Abgabe auf Brennstoffe auf den 1. Januar 2008 einzuführen, da die Zielsetzung zur Senkung der CO2-Emissionen im Laufe des Jahres 2006 nicht erreicht wurde.
Für die CO2-Abgabe auf Brennstoffe war eine dreistufige Einführung vorgesehen, falls die geplante Senkung der CO2-Emissionen nicht erreicht wird:
- 12 Franken pro Tonne CO2 (3 Rappen pro Liter Heizöl) ab 2008, wenn die Emissionen 2006 gegenüber 1990 um weniger als 6 % gesunken sind,
- 24 Franken pro Tonne CO2 (6 Rappen pro Liter Heizöl) ab 2009, wenn die Emissionen 2007 gegenüber 1990 um weniger als 10 % gesunken sind,
- 36 Franken pro Tonne CO2 (9 Rappen pro Liter Heizöl) ab 2010, wenn 2008 die Emissionen gegenüber 1990 um weniger als 13,5 % oder in einem der folgenden Jahre weniger als 14,25 % gesunken sind.[8]

### Bisherige Entwicklung
Die Reduktionsziele für Brennstoffe wurden für das Jahr 2007 erreicht, so dass die geplante Erhöhung für 2009 verschoben werden konnte. Aufgrund des gestiegenen Verbrauchs von Benzin und Diesel wurden die Klimaziele insgesamt jedoch verfehlt; dies auch durch den Tanktourismus wegen der niedrigeren Preise in der Schweiz.
Für das Jahr 2010 musste die CO2-Abgabe auf 36 Franken angehoben werden. Damit standen für klimafreundliche Gebäudesanierungen 200 Millionen Franken zur Verfügung, weil der Bundesrat am 12. Juni 2009 auch beschlossen hatte, die Einnahmen aus der CO2-Abgabe nicht mehr vollständig zurückzuverteilen. Auch zur Förderung von erneuerbaren Energien, Abwärmenutzung und Gebäudetechnik waren diese Zusatzeinnahmen vorgesehen. Zwei Drittel (also 400 Millionen Franken) wurden jedoch als Ökobonus an alle in der Schweiz versicherten Einwohner zurückgezahlt bzw. an die Unternehmen rückverteilt: Alle Arbeitgeber erhalten über die AHV-Ausgleichskassen proportional zur AHV-Lohnsumme die Abgabe zurückerstattet.
Vom 1. Januar 2014 bis am 31. Dezember 2015 betrug die CO2-Abgabe 60 Franken pro Tonne CO2. 84 Franken waren es ab dem 1. Januar 2016 und seit dem 1. Januar 2018 sind es 96 Franken pro Tonne CO2.

### Aktuelle Entwicklung und Perspektiven
Das Parlament hatte bereits am 23. Dezember 2011 die gesetzliche Grundlage für die Klimapolitik der Schweiz von 2013 bis 2020 verabschiedet: Im revidierten Bundesgesetz über die Reduktion der CO2-Emissionen (CO2-Gesetz) sind die klimapolitischen Ziele und Massnahmen bis 2020 verankert.
Der Bundesrat hat die dazugehörige CO2-Verordnung (SR 641.711) am 30. November 2012 gutgeheissen.
Diese Verordnung konkretisiert die Ausgestaltung der einzelnen Instrumente. Sie trat zusammen mit dem revidierten CO2-Gesetz am 1. Januar 2013 in Kraft.
Das Verminderungsziel von 20 Prozent bis 2020 gegenüber 1990 wird auf die einzelnen Sektoren aufgeteilt (Gebäude, Verkehr und Industrie). Vom Gebäudesektor wird bis 2020 eine Reduktion um 40 Prozent, vom Verkehrssektor um 10 Prozent und vom Industriesektor um 15 Prozent erwartet. Zwischenziele für 2015 werden formuliert: Entlang einer kontinuierlichen Absenkung der CO2-Emissionen fixiert die Verordnung dies für die drei Sektoren.
Linke sowie Umweltverbände wie greenpeace und WWF hatten eine Anhebung bereits für 2013 verlangt, waren damit jedoch gescheitert, ebenso mit ihrer Forderung auf die Ausdehnung der CO2-Abgabe auch auf Benzin und Diesel, um die zugesagten Klimaziele auch tatsächlich zu erreichen.
Für eine global wirksame Klimapolitik sei ein wohlhabender Staat verantwortlich für das Ausschöpfen der wirtschaftlichen und rechtlichen Möglichkeiten: In der Vernehmlassung zur CO2-Verordnung sei der Bundesrat aufgefordert worden, die rechtlich mögliche Ausschöpfung einer Reduktion um 40 Prozent möglichst schnell auszuschöpfen. In der internationalen Klimapolitik würden Reduktionsziele von 95 Prozent bis zum Jahr 2050 für die Gesamtheit aller Staaten verhandelt.
Dazu gehören auch die Least Developed Countries, die AOSIS sowie die armen Staaten Afrikas.
Heute (Stand 2019) bezahlen alle eine Lenkungsabgabe, die im Preis der Brennstoffe (hauptsächlich Öl- und Erdgasprodukte) inbegriffen ist. Zurzeit betragen die gesamten Abgaben 1.2 Milliarden CHF im Jahr. Die Abgabe soll nun im Verlauf der 2020er Jahre markant erhöht werden: von 96 CHF auf maximal 210 CHF pro Tonne CO2. Der grössere Teil (derzeit zwei Drittel) der CO2-Abgabe wird (via Krankenkassenprämien) an die Bevölkerung zurückverteilt. Zusammen mit anderen Umweltabgaben erhalten gegenwärtig alle Haushalte pro Kopf 77 CHF gutgeschrieben. Die von der Wirtschaft bezahlte CO2-Abgabe wird ebenfalls zum grösseren Teil an die Firmen zurückbezahlt. Ein Drittel der CO2-Abgabe fliesst heute in das Gebäudeprogramm ein, vorgeschlagen wird ein umfassenderer Klimafonds. Die Benzin- und Dieselimporteure müssen einen grösseren Teil des CO2-Ausstosses kompensieren und können die damit verbundenen Kosten mit einem Preisaufschlag von maximal 10 Rappen pro Liter weitergeben (12 Rappen ab 2025). Geplant ist eine neue Flugticketabgabe zwischen 30 und 120 CHF pro Ticket. Per 1. Januar 2022 wird die CO2-Abgabe automatisch von 96 auf 120 CHF pro Tonne erhöht.

## Was wird besteuert?
- Wer flüchtige organische Verbindungen einführt oder wer als Hersteller solche Stoffe in Verkehr bringt oder selbst verwendet, entrichtet dem Bund eine Lenkungsabgabe. Der Abgabe unterliegt auch die Einfuhr solcher Stoffe in Farben und Lacken. Der Bundesrat kann die Einfuhr solcher Stoffe in weiteren Gemischen und Gegenständen der Abgabe unterstellen, wenn die Menge der Stoffe für die Umweltbelastung erheblich oder der Kostenanteil der Stoffe wesentlich ist.
- Wer Heizöl «Extraleicht» mit einem Schwefelgehalt von mehr als 0,1 Prozent (% Masse) einführt oder im Inland herstellt oder gewinnt, entrichtet dem Bund eine Lenkungsabgabe.
- Wer Benzin oder Dieselöl mit einem Schwefelgehalt von mehr als 0,001 Prozent (% Masse) einführt, im Inland herstellt oder gewinnt, entrichtet dem Bund eine Lenkungsabgabe.
- Wer Güterfahrzeuge mit einem Gesamtgewicht von mehr als 3,5 t verwendet, entrichtet dem Bund eine Lenkungsabgabe
- Wer Brennstoffe fossilen Ursprungs verwendet (Heizöl, Kohle, Gas), muss aufgrund des CO2-Gesetzes[5] und gemäss CO2-Verordnung vom 30. November 2012 dem Bund eine Lenkungsabgabe entrichten.

## Abgabenhöhe
- Der Ansatz beträgt bei über 3 % VOC-haltigen Produkten 3 Fr. je kg VOC. Produkte mit einem tieferen VOC-Gehalt unterliegen nicht der Lenkungsabgabe. Welche VOC-Stoffe der Lenkungsabgabe unterliegen, sind in der Stoffpositivliste[19] aufgeführt.
- Der Abgabesatz der LSVA beträgt im Prinzip 2,44 Rappen pro Tonnenkilometer. Er bemisst sich nach drei Kriterien: Auf CH-Gebiet zurückgelegte km, Gesamtgewicht des Fahrzeugs, Emissionen des Fahrzeugs.
- Die CO2-Abgabe beträgt aufgrund des CO2-Gesetzes 96 Fr. pro Tonne CO2, was rund 25,4 Rappen pro Liter Heizöl oder 25,5 Rappen pro kg Erdgas entspricht.[11]

## Abgabenzweck
Menschen, Tiere und Pflanzen, ihre Lebensgemeinschaften und Lebensräume sollten gegen schädliche oder lästige Einwirkungen geschützt sowie die natürlichen Lebensgrundlagen, insbesondere die biologische Vielfalt und die Fruchtbarkeit des Bodens, dauerhaft erhalten werden.
Die Lenkungsabgaben erfüllen bisher – wo eingeführt – ihren Zweck. Je nach Produktart können die Kosten den Verbrauchern überwälzt werden und wirken so auf die Nachfrage, oder führen bei den Herstellern zu Substitution, sparsamerem Verbrauch und verbesserter Abluftreinigung. Der Ausstoss der einer Lenkungsabgabe unterstellten VOC hat zwischen 1998 und 2004 um rund einen Drittel abgenommen. Im Juni 2011 stellte der Bundesrat fest, dass die Emissionen zwar bei den durch die Abgabe gesteuerten Brennstoffe gesenkt wurden, hingegen die Treibstoffemissionen weiter angestiegen sind. Aufgrund Artikel 3 des CO2-Gesetzes (mindestens 20 Prozent Reduktionsziel bis 2020 gegenüber 1990), sowie der Option die Reduktionsziele in Einklang mit internationalen Vereinbarungen auf 40 Prozent zu erhöhen wird der Bundesrat aufgefordert, seine CO2-Verordnung in den Jahren nach 2012 anzupassen. Dazu kann er nach Art. 29 die CO2-Abgabe bis auf höchstens 120 Franken in den nächsten Jahren erhöhen, falls die gemäss Artikel 3 für die Brennstoffe festgelegten Zwischenziele nicht erreicht werden. Die Demokratie setzt nötige Rahmenbedingungen, die Individuen haben die Wahlfreiheit, diese bestmöglich zu nutzen.
Neben der Reduktion von Treibhausgasen können Lenkungsabgaben auch eine doppelte, oder gar dreifache positive Wirkung entfalten (Doppelte-Dividenden-Hypothese):
- Verbesserung der ökologischen Situation (Vermeidung von Umweltverschmutzung),
- Stabilisierung des Sozialstaats mit einer Pro-Kopf-Rückvergütung (Vermeidung von Armutsgefährdung und Armut),
- Bürokratieabbau, etwa durch Wegfall vieler Einzelvorschriften oder eine starre Planwirtschaft.

## Verteilung der Einnahmen
Die Einnahmen der Lenkungsabgaben (ohne LSVA, siehe oben) werden über die Schweizer Krankenkassen allen Einwohnerinnen und Einwohnern ausbezahlt, beziehungsweise mit den Krankenkassenprämien verrechnet. Jede in der Schweiz versicherte Person erhält den gleichen Betrag zurück (Ökobonus-Prinzip, siehe auch Klimadividende). Der Betrag wird von der Krankenkassenprämie abgezogen. Personen, die ihre Versicherungsprämie nicht selbst bezahlen, erhalten den Betrag ausbezahlt.
Da in der Schweiz für die ganze Bevölkerung die Pflicht zu einer Krankenversicherung besteht und die Kassen darum über ein aktuelles und vollständiges Einwohnerregister verfügen, entschied man sich für diese Lösung.
Der Auszahlungsbetrag hängt von der Höhe der jährlichen Einnahmen ab, wobei ab dem Jahr 2010 nur noch 2/3 der Einnahmen (revenues) direkt rückvergütet wurden. Ein Drittel finanzierte klimaeffiziente Gebäudesanierungen (Teilzweckbindung genannt).
- Vor dem Jahr 2010 waren es 32 Schweizer Franken aus der VOC-Abgabe.
- Im Jahr 2010 wurden pro Kopf 81,60 Franken ausbezahlt,[21] (die Erträge der Jahre 2008, 2009 und 2010 wurden gesamthaft als Konjunkturprogramm gebündelt und vorzeitig ausgezahlt)
- Für das Jahr 2011 wurden 48,60 Franken rückvergütet,
- Für 2012 42,00 Franken.
- Im Jahr 2013 wird die Rückverteilung der Umweltabgaben 35,40 CHF betragen.[20]

Der Anteil der Wirtschaft an der CO2-Abgabe wird den Arbeitgebern entsprechend dem abgerechneten
massgebenden Lohn der Arbeitnehmerinnen und Arbeitnehmer (Art. 5 BG 194610 über die Alters- und Hinterlassenenversicherung) über die AHV-Ausgleichskassen zurückgegeben (Arbeitsplatz-Bonus). 2011 betrug der Rückverteilungsbetrag pro 100'000 Franken Lohnsumme 64.40 Franken.
Es profitieren insbesondere Unternehmen, die effizient mit fossilen Brennstoffen umgehen, auf erneuerbare Energien setzen und viel Personal beschäftigen. Ziel ist es, den Faktor Arbeit zu entlasten.
Insgesamt werden für die Rückverteilung rund 480 Millionen CHF zur Verfügung stehen, für das Gebäudeprogramm sind es 2014 voraussichtlich 260 Millionen CHF.

## Treibhausgas-Bilanz
Die Schweiz versucht, die Umsetzung der politischen Klimaziele nachvollziehbar zu machen, veröffentlicht für interessierte Bürger eine Bilanz der emittierten Kohlenstoffdioxide in die Atmosphäre: Die CO2-Emissionen aus Treibstoffen waren 6,6 Prozent tiefer als 1990; das Ziel von 8 Prozent wird demnach auch unter Einrechnung des Emissionshandels – die Stiftung Klimarappen kaufte und löschte überschüssige Zertifikate aus der ersten Handelsperiode des Schweizer Emissionshandels bis 2012 – nicht erreicht.
Für die Emissionen aus Brennstoffen in der Periode 2008–2012 ist der Wert unter Berücksichtigung des Zukaufs von Emissionsminderungszertifikaten 14,7 Prozent tiefer als 1990. Für 2012 schätzt die Schweizer Bundesverwaltung die Treibhausgase insgesamt auf zirka 51,5 Millionen Tonnen (Kohlendioxid, Methan, Lachgas, verschiedene synthetische Gase). Dies sind rund 2,5 Prozent weniger als 1990 (damals 52,8 Mio. Tonnen).
2020 zeigte sich, dass eine grosse Quelle von Lachgas bisher unbeachtet geblieben war: die Treibhausgasemissionen bei der Produktion des Chemie- und Pharmaunternehmens Lonza AG waren damit jährlich um rund 600'000 Tonnen CO2-Äquivalente höher als bisher angenommen.

## Weitere Lenkungsabgaben in der Schweiz
Eine Ausweitung der Lenkungsabgaben auf die Kernenergie wurde vielfach vorgeschlagen (Greenpeace Schweiz, Grüne Partei, Oebu (Netzwerk für nachhaltiges Wirtschaften)). Nach dem AKW-Unglück in Fukushima 2011 insbesondere, weil die Bevölkerung die Risikobelastung für Atomunfälle samt Gesundheitsschäden zu tragen habe, sowie wegen der Langzeitkosten für die Entsorgung.
In einzelnen Städten und Gemeinden werden kommunale Lenkungsabgaben mit einem Ökobonus rückvergütet. In der Stadt Basel etwa werden schon seit 20 Jahren höhere Abgaben auf Strom ausgeglichen, um zum Stromsparen anzuregen und gleichzeitig die soziale Balance wiederherzustellen. Der Stromsparfonds Basel (sfb) zahlt einmal im Jahr an jede Privatperson ca. 65 Franken zurück. Jeder Betrieb erhält rund ein halbes Prozent seiner Lohnsumme als Arbeitsplatz-Bonus.